# Protea neriifolia
Protea neriifolia (лат.) — кустарник или небольшое дерево, вид рода Протея (Protea) семейства Протейные (Proteaceae)
, эндемик Южной Африки.

## Ботаническое описание

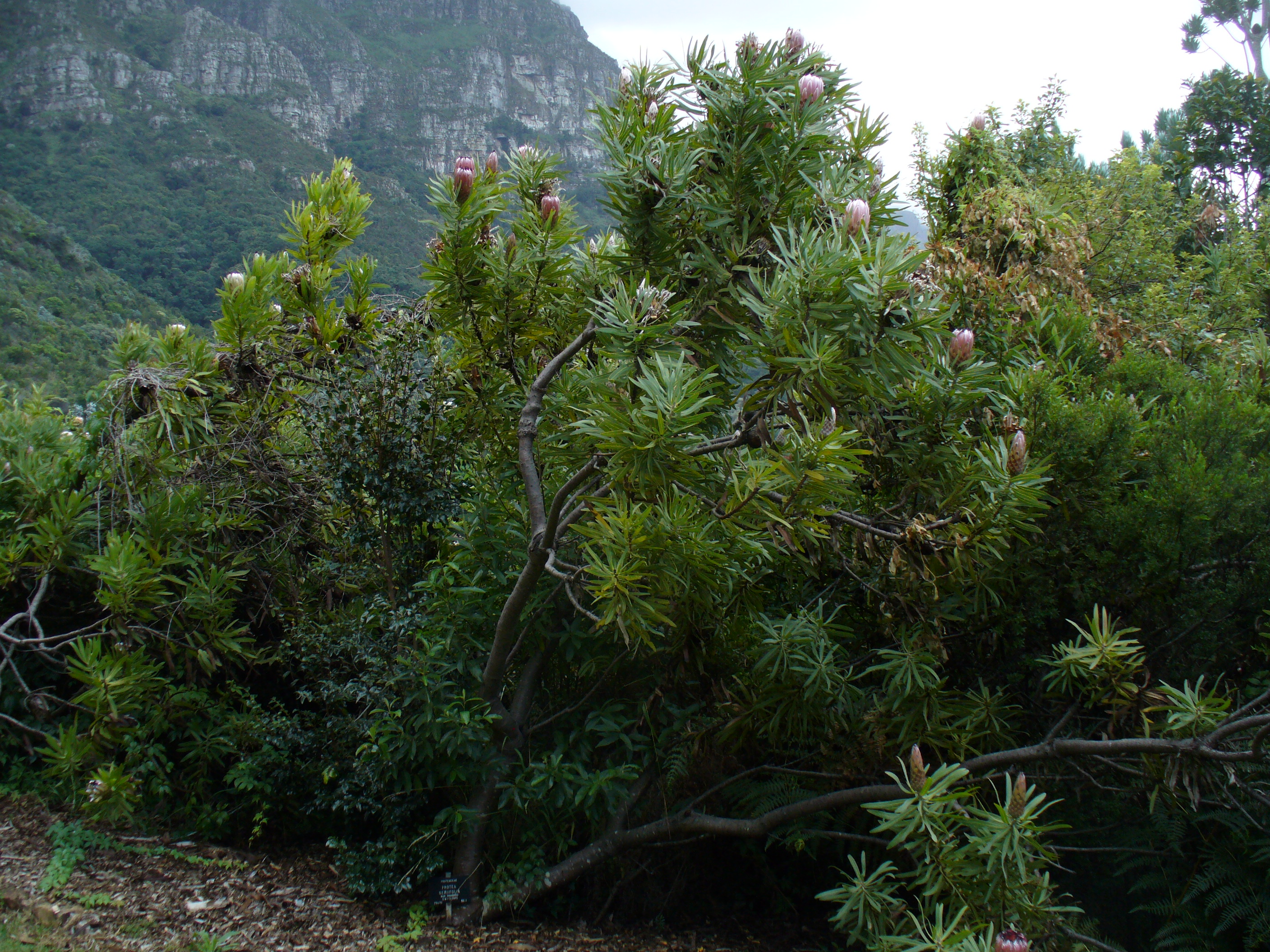
Общий вид

Protea neriifolia — большой прямостоячий кустарник или небольшое дерево, вырастающее от 3 до 5 м в высоту. Опушённые поначалу по мере созревания стебли становятся гладкими. Листья без черешков (сидячие), растут прямо из стеблей и изгибаются вверх, эллиптические, зелёного или сине-серого цвета, края проходят параллельно друг другу. Молодые листья опушёные, по мере созревания становятся гладкими. Цветёт летом и весной, реже зимой и осенью. Растение однодомное, в каждом цветке представлены представители обоих полов. Каждая ветвь несёт только одно соцветие в виде продолговатой шишки размерами 13 см на 8 см. Цветочные головки имеют чашевидную форму, а цветки внутри них содержат нектар. Соцветие окружено рядами «обволакивающих» прицветников. Цвет внешних прицветников варьирует от карминного до розового, кремово-зелёного или беловатого, что контрастирует с характерной волосистой чёрной каймой по краям верхушки прицветника. Внутренние прицветники имеют продолговатую или лопатовидную форму и обычно изогнуты внутрь на закруглённых концах, которые покрыты чёрной, иногда белой бахромой из пушистых волосков. Плод — орех, его поверхность густо опушена. Эти маленькие орехи упакованы в высушенное соцветие, которое остаётся на растении после старения. Когда в конечном итоге семена высвобождаются, они разносятся ветром.
Вид похож на Protea laurifolia, цветочные головки которого также имеют чёрную бахрому на прицветниках, вид, который встречается дальше на запад. P. laurifolia можно отличить по листьям с очень коротким черешком, с толстым роговым краем и обычно более голубоватым или серебристым цветом, чем у P. neriifolia.

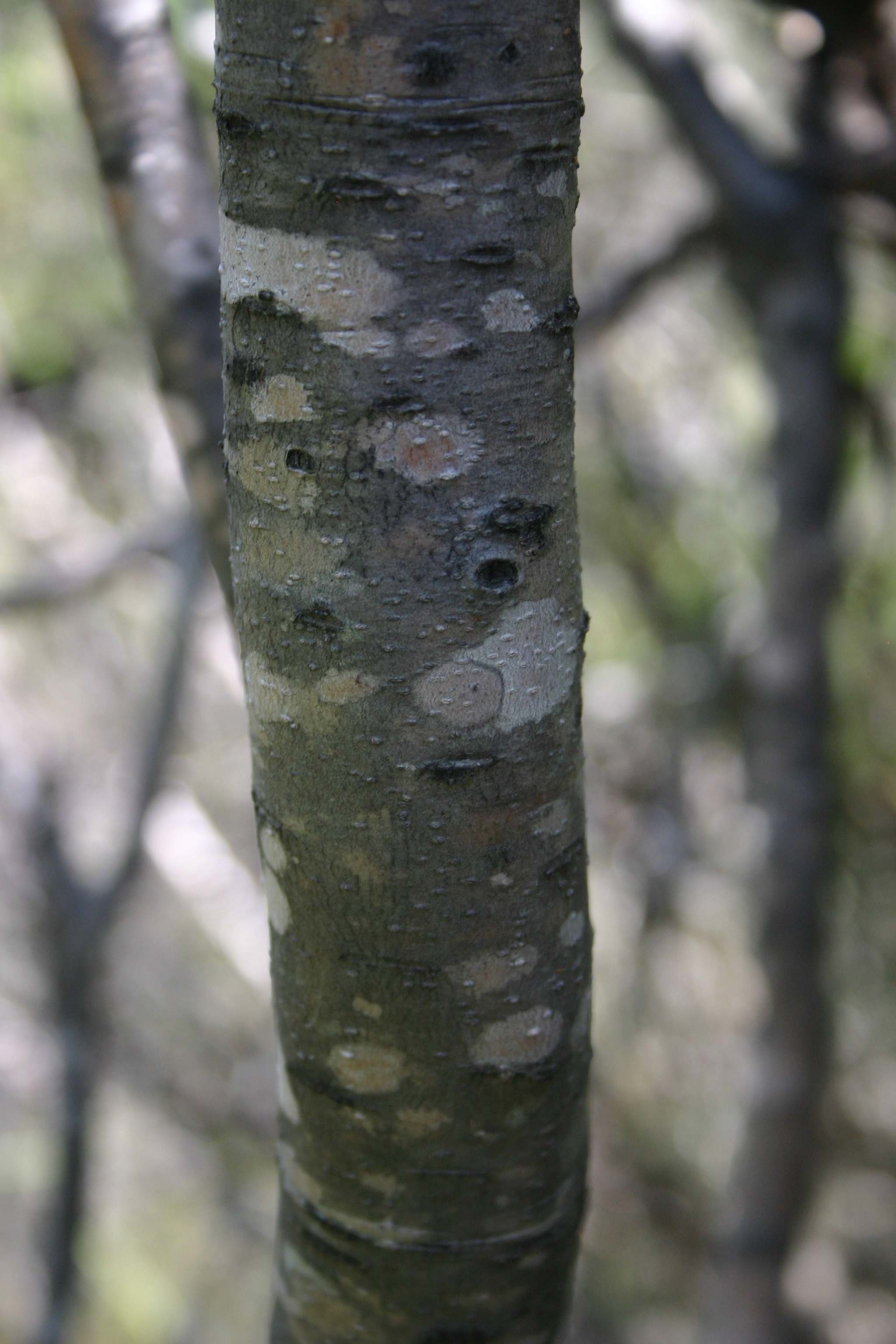
Ствол
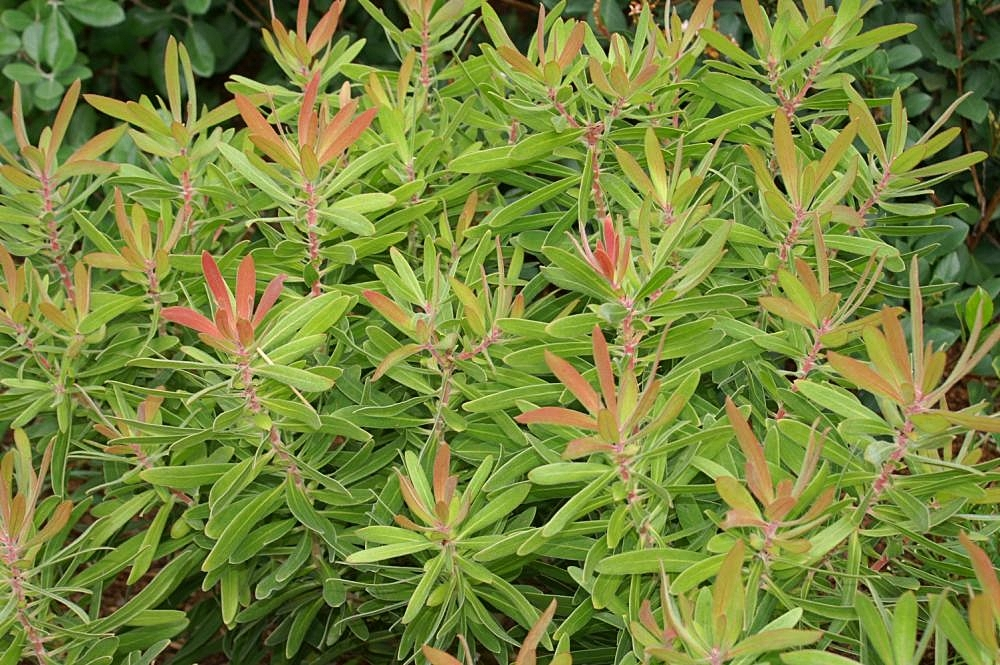
Листья
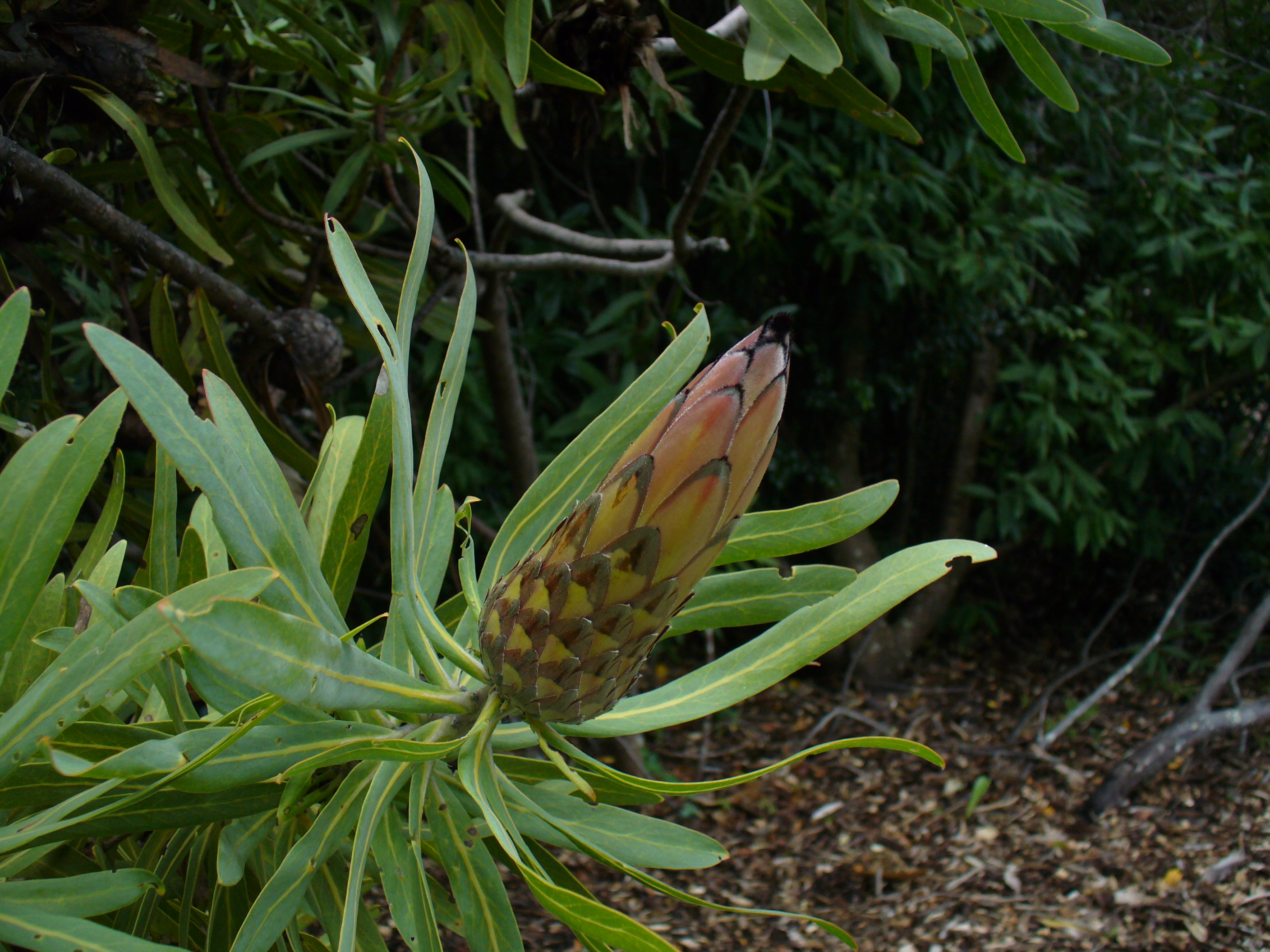
Бутон
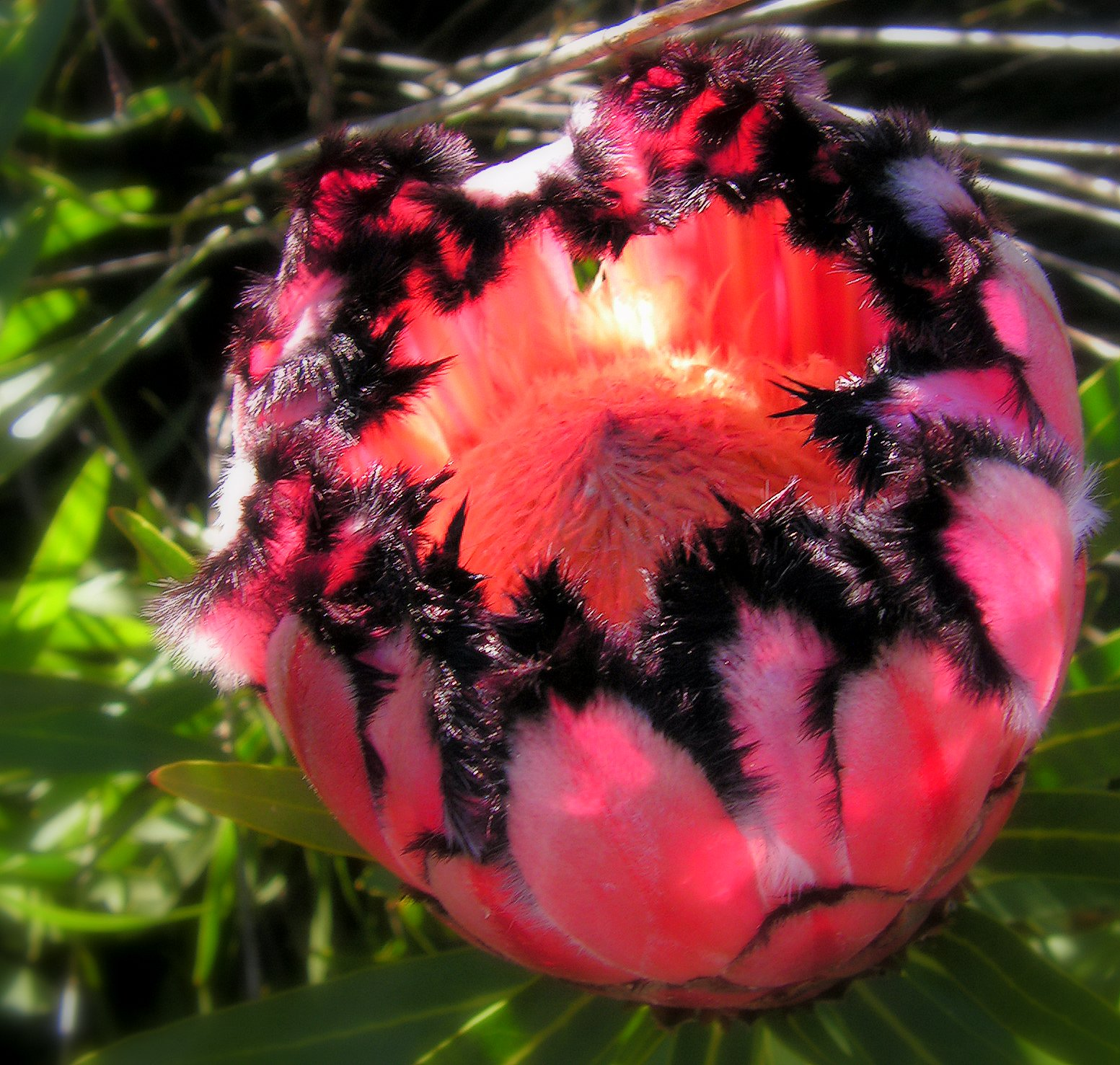
Раскрывшееся соцветие

## Таксономия

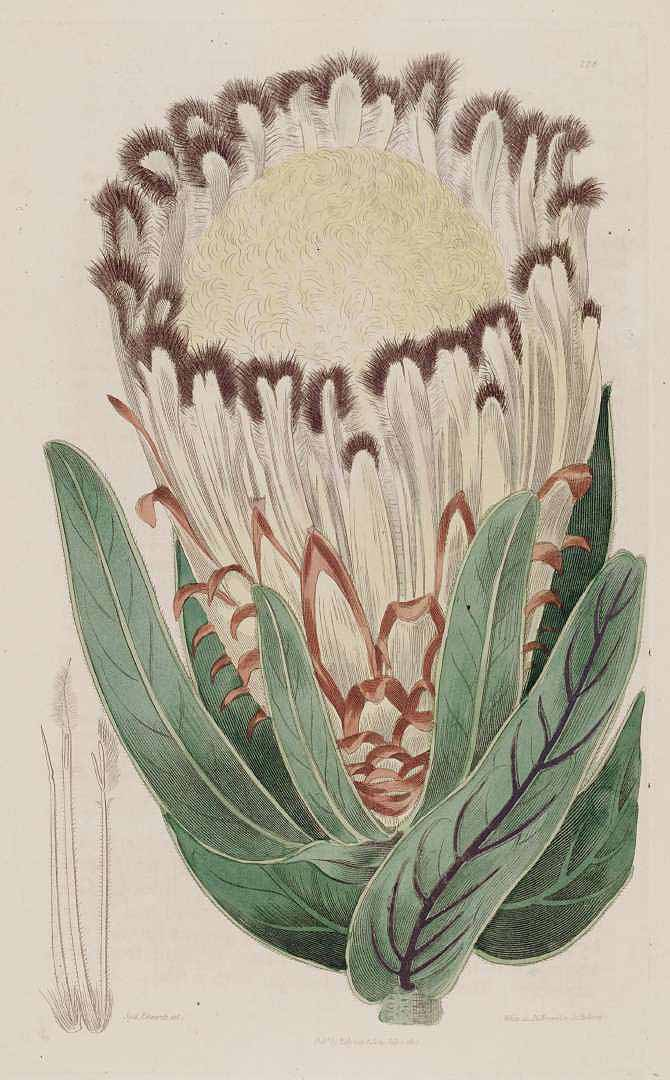
Иллюстрация 1817 года

Хотя растение было впервые обнаружено европейцами ещё в 1597 году и было предметом ботанической иллюстрации в 1605 году, вид был впервые описан в соответствии с современной системой Линнея естествоиспытателем Робертом Броуном в его трактате 1810 года On the Proteaceae of Jussieu.

## Распространение и местообитание
Protea nana — эндемик Южной Африки. Встречается как в Западно-Капской, так и в Восточно-Капской провинциях Южной Африки. Произрастает на южных сконах прибрежных горных хребтов между Кейптауном и Порт-Элизабет. Растёт на горных хребтах Готтентотс-Голланда, Лангеберх, Гроота-Винтерхука, Эландсберга, Ройберга, Камманасси, Потберга, Рифирсондеренд, Когельберг и Йонкершук, а также на перевале Гарсиа и недалеко от городов Тульбах и Сирес.

## Биология

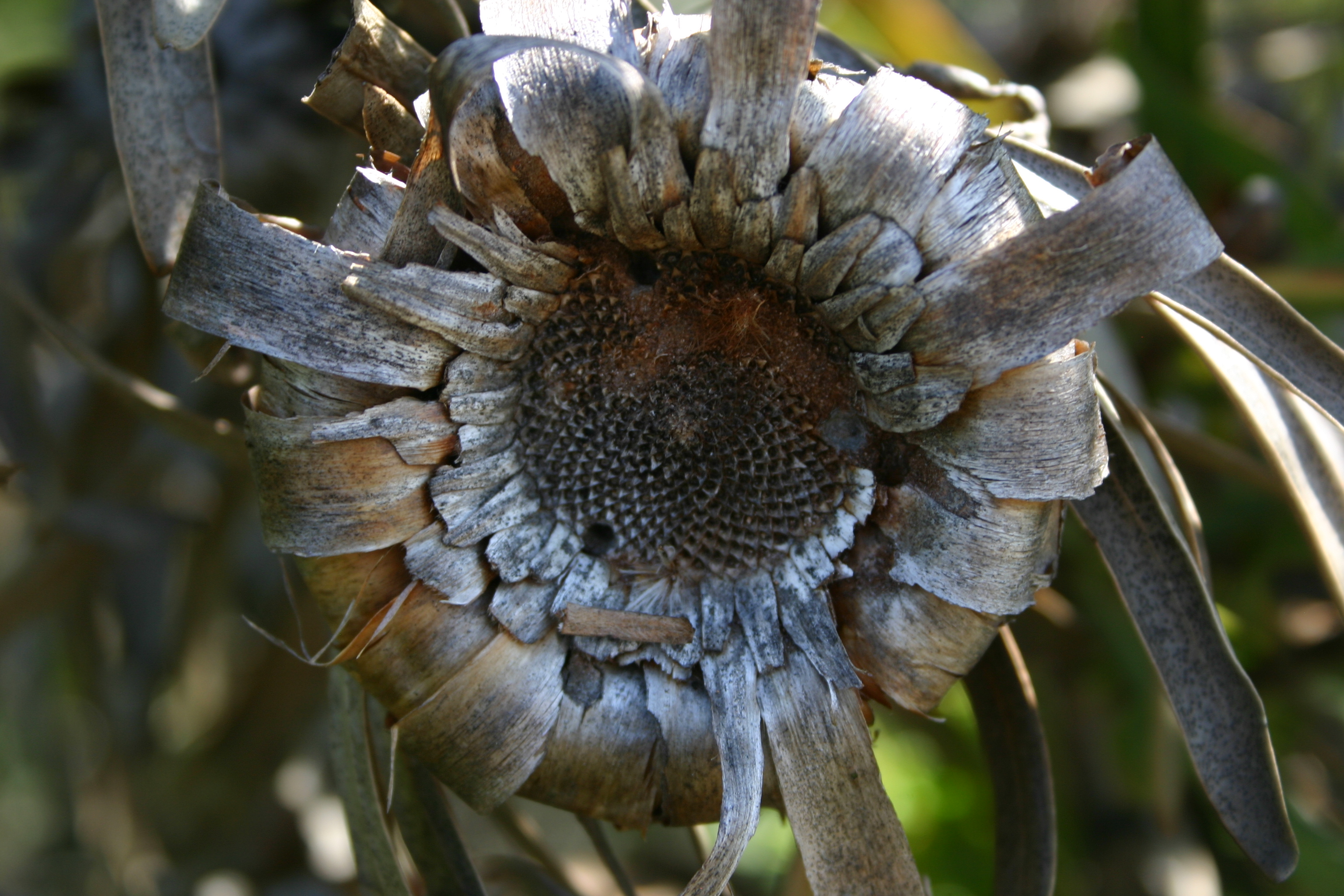
Сухое соцветие

Встречается в финбоше. Обычно растёт в густых зарослях на южных склонах, иногда встречается вместе с Leucadendron xanthoconus. Произрастает на песчаных, и песчаниковых, иногда гранитных почвах на высоте от уровня моря до 1300 м над уровнем моря. Во время лесных пожаров зрелые растения погибают, но семена способны выжить.
Цветы опыляются птицами, которых привлекают насекомые и нектар, а также различными насекомыми, включая Trichostetha fascicularis и жуков-скарабеев.

## Культивирование

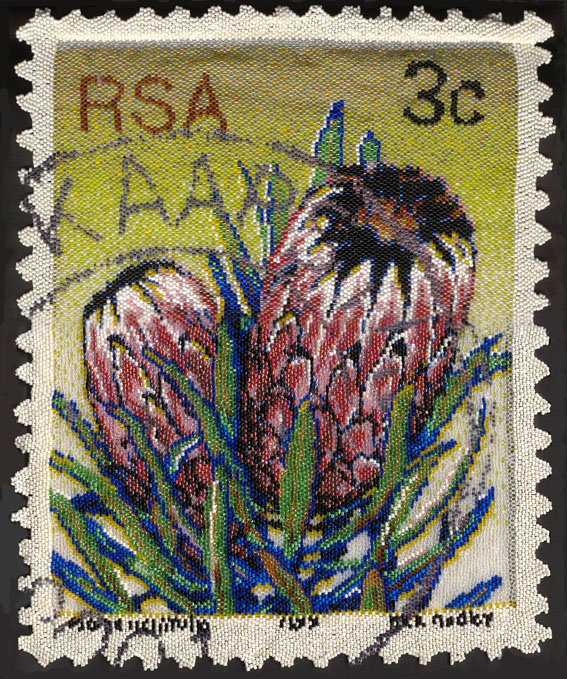
На марке ЮАР (1977)

Protea neriifolia хорошо адаптируется к выращиванию в садовых условиях и является одним из наиболее широко выращиваемых видов протей. Он также широко выращивается в коммерческих целях для срезки цветов не только в Южной Африке, но также в Австралии, Новой Зеландии, США и других странах с климатически подходящими территориями. В дополнение к избранным сортам, таким как Green Ice, Margaret Watling и Silvertips, этот вид был скрещён с получением нескольких гибридов, таких как Carnival (P. compacta x P. neriifolia), или, возможно, Pink Mink.

## Охранный статус
Численность популяции P. neriifolia в дикой природе считается стабильной. Популяция этого вида считается стабильной и вид классифицируется как вызывающий наименьшие опасения.